# Lexus GX
O GX é utilitário esportivo de porte médio-grande da Lexus.

## Galeria
- Primeira geração (2002-09)
- Segunda geração (2009-presente)